# Cervejaria Ganter
A Cervejaria Ganter (em alemão:  Brauerei Ganter) é uma cervejaria em Freiburg im Breisgau.

## Ver também

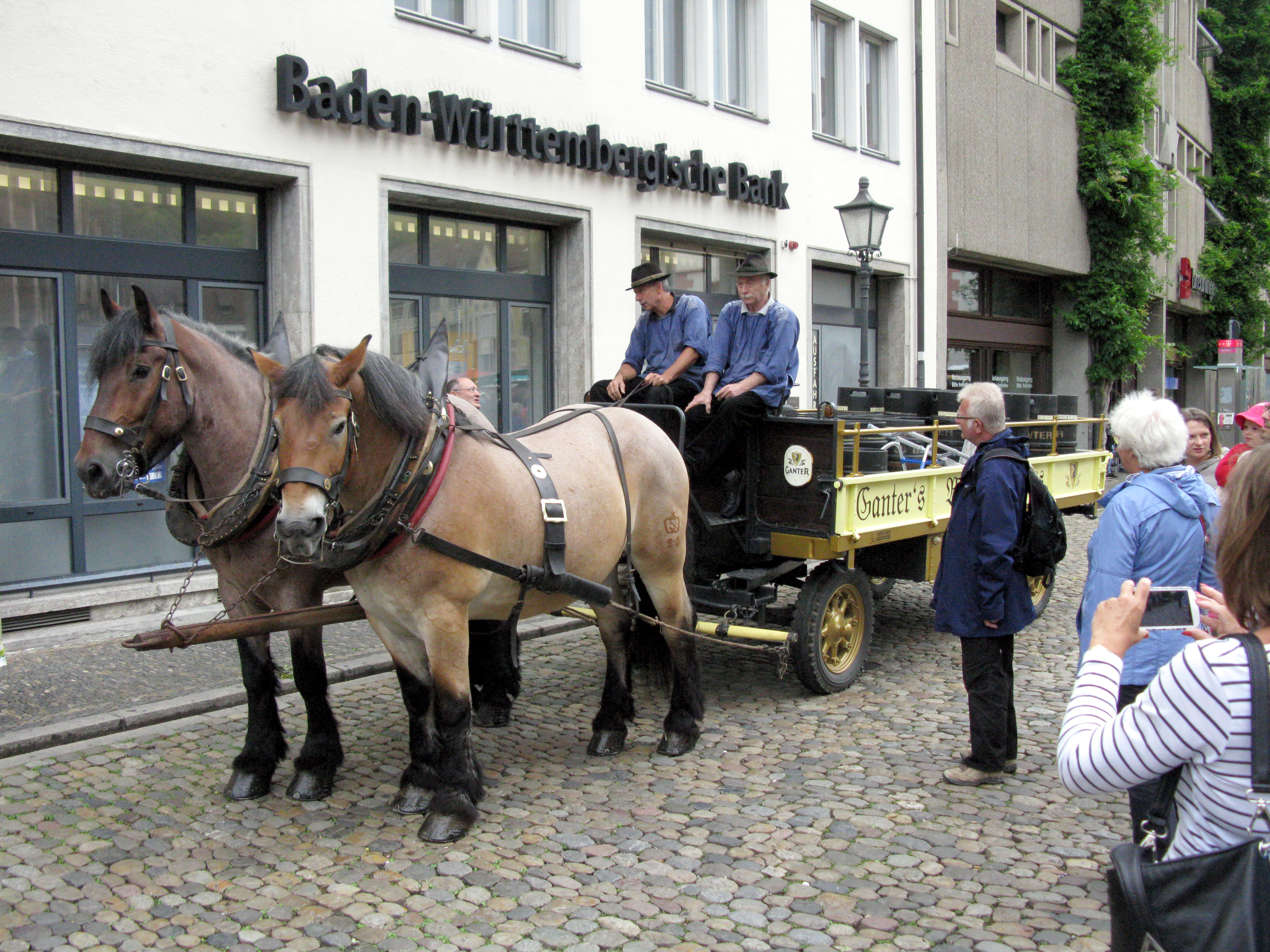
Carroça puxada por cavalos da cervejaria na praça da Catedral de Freiburg

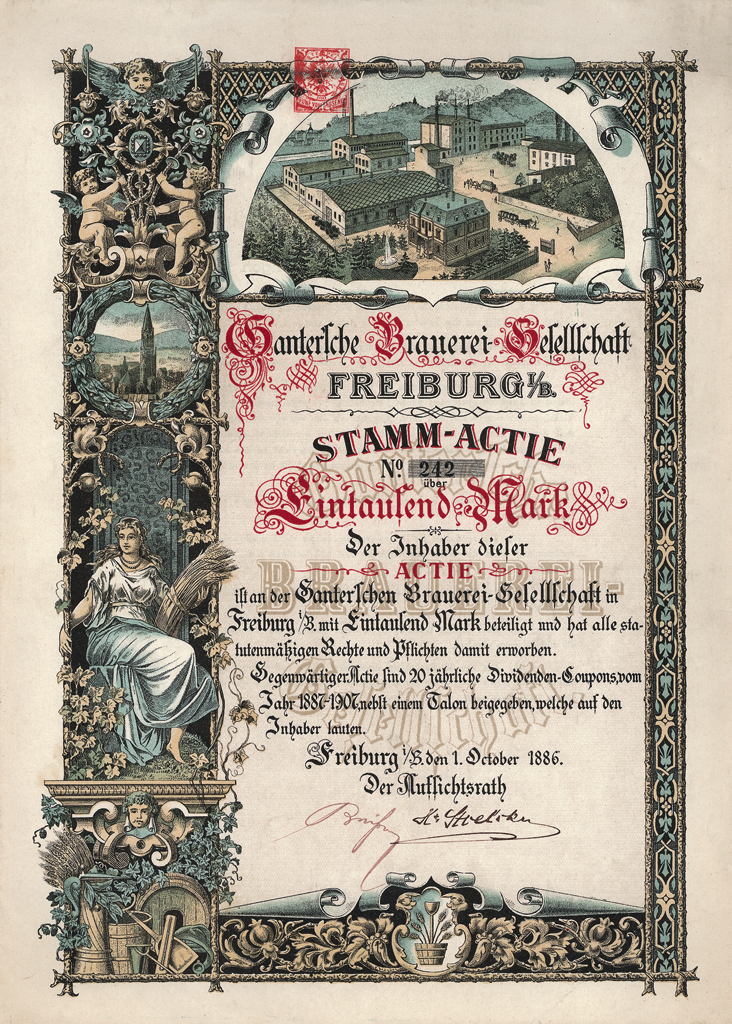
Ação da Gantersche Brauerei-Gesellschaft de 1886